# Повінь у Центральній Україні (1980)
Повінь 1980 р. у басейні Дніпра — стихійна природна надзвичайна ситуація у басейні Дніпра наприкінці березня — на початку квітня 1980 р. Причиною був різкий перепад температур (від –10 до +20 за кілька днів).
Зима 1979—1980 рр. виявилась затяжною й холодною. Снігу було обмаль, однак морози стійко тримались на рівні –15…–20 °С. Навіть у березні 1980 р. було досить холодно. Наприкінці ж місяця — впродовж 27—29 — відбулася велика заметіль, упродовж якої випало більше місячної норми снігу (80—100 см).

## Кам'янка (Черкаська область)
Місто було затоплене 2 квітня через несправність шлюзів на дамбі у межах міста. Основним місцем розливу р. Тясмин став правий берег міста, зокрема, мікрорайон Чмижина.
Окрім затоплення Чмижини, під загрозою опинився центральний міст через Тясмин. Маса води підняла лід, що загрожувало зруйнуванням опор, комунікацій, самого мосту. Зі Сміли прибув загін саперів, які підірвали лід на річці Тясмин, забезпечивши таким чином льодохід.
Під час льодоходу було пошкоджено непрацюючі шлюзи на річці. Великий паводок у Кам'янці тривав одну добу. Домогосподарствам, різним підприємствам і установам було завдано значних збитків. Була створена спеціальна комісія з депутатів Кам'янської міської ради, які оцінили завдані стихією пошкодження та подали відповідний звіт до райвиконкому. За отриманими даними була виділена певна сума компенсації. Крім того, завдані окремим домогосподарствам збитки покривали страхові кампанії. Постраждалим містянам допомагали й різні підприємства, на яких вони працювали.

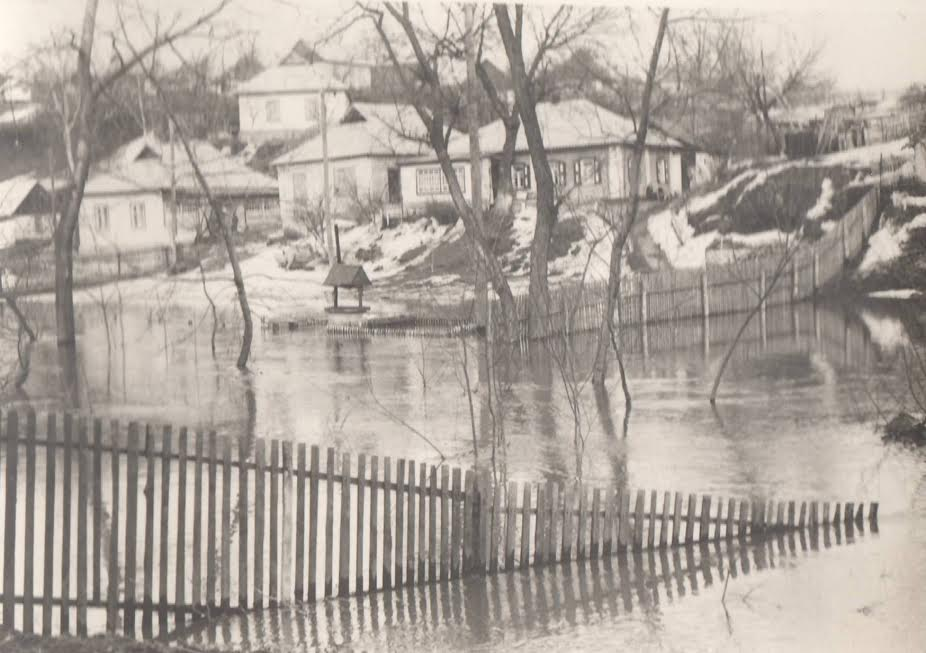
Події весняного паводку у Кам’янці 1980 р.
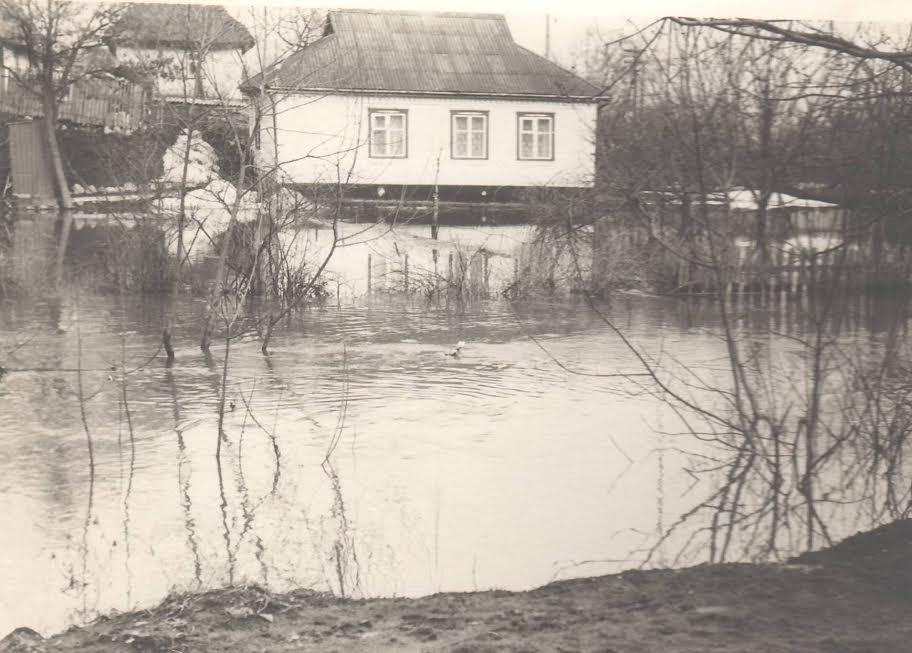
Фото паводку у Кам’янці 1980 р.
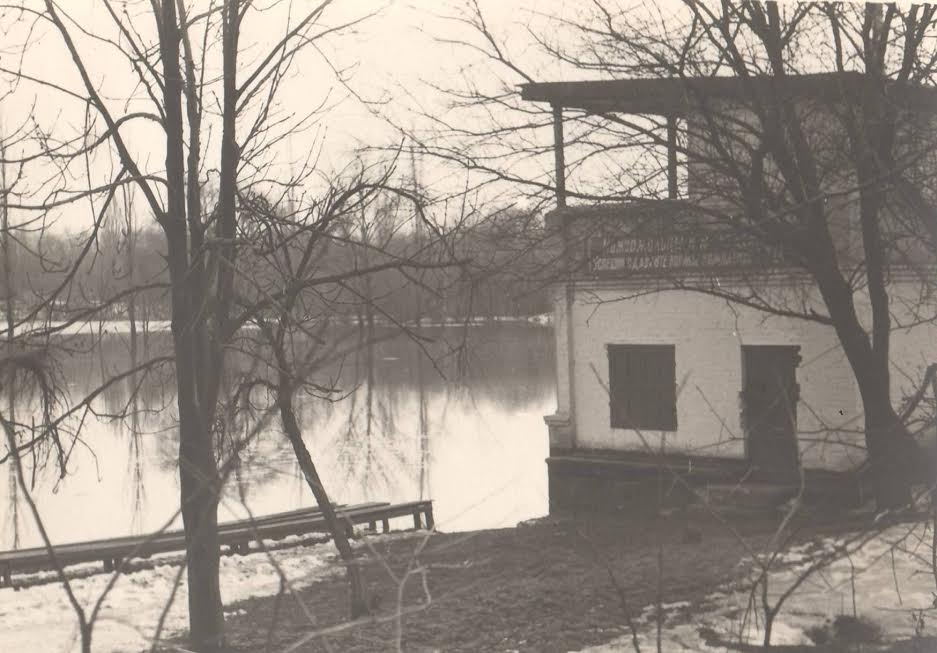
Паводок у Кам’янці 1980 р.